# Uzel (astrodynamika)

Elementy dráhy

Uzel je jeden ze dvou bodů, ve kterém nakloněná oběžná dráha protíná vztažnou rovinu, například rovník při geocentrické orbitě nebo ekliptiku při heliocentrické orbitě. Při orbitě s nulovým sklonem, například ekvatoreální nebo ekliptikální orbitě, neexistují žádné orbitální uzly.
Výstupný uzel (☊) nebo severní uzel (někdy též vzestupný uzel) je bod, ve kterém se těleso pohybuje směrem na sever z jižní části dráhy do severní.
Sestupný uzel (☋) nebo jižní uzel je bod, kde se těleso pohybuje směrem na jih ze severní části dráhy.
Spojnice výstupného a sestupného uzlu je průsečnice roviny oběhu tělesa se vztažnou rovinou.